# ایوان تومه‌چاک
ایوان تومه‌چاک (کرواتی: Ivan Tomečak؛ زادهٔ ۷ دسامبر ۱۹۸۹) بازیکن فوتبال اهل کرواسی است که در تیم ملی فوتبال کرواسی نیز بازی کرده است.